# Женак
Жена́к (фр. Genac) — коммуна во Франции, находится в регионе Пуату — Шаранта. Департамент — Шаранта. Входит в состав кантона Руйак. Округ коммуны — Коньяк.
Код INSEE коммуны — 16148.
Коммуна расположена приблизительно в 390 км к юго-западу от Парижа, в 95 км южнее Пуатье, в 20 км к северо-западу от Ангулема.

## Население
Население коммуны на 2008 год составляло 668 человек.
| 1962 | 1968 | 1975 | 1982 | 1990 | 1999 | 2008 |
| ---- | ---- | ---- | ---- | ---- | ---- | ---- |
| 708  | 685  | 686  | 678  | 761  | 687  | 668  |

## Администрация
| Период | Период | Фамилия      | Партия | Примечания |
| ------ | ------ | ------------ | ------ | ---------- |
| 1995   | 2001   | Жерар Делиль |        |            |
| 2001   | 2014   | Фран Пино    |        | фермер     |

## Экономика
В 2007 году среди 405 человек в трудоспособном возрасте (15—64 лет) 291 были экономически активными, 114 — неактивными (показатель активности — 71,9 %, в 1999 году было 66,3 %). Из 291 активных работали 259 человек (144 мужчины и 115 женщин), безработных было 32 (14 мужчин и 18 женщин). Среди 114 неактивных 29 человек были учениками или студентами, 38 — пенсионерами, 47 были неактивными по другим причинам.

## Достопримечательности
- Приходская церковь Сен-Пьер-де-Мартир[фр.] (XIII век). Исторический памятник с 1980 года[3]
  - Бронзовый колокол (1641 год). На колоколе выгравирована надпись: MA SAINCT PIERRE DE GENAC MARRAINE DAMOISELLE CATHERINE GEOFFROY 1641 PARAIN M JEAN QUITTE PRA ANGOULEME Вес — 39 кг. Исторический памятник с 1944 года[4]

## Фотогалерея
- Церковь Сен-Пьер-де-Мартир
- Мэрия
- Военный мемориал